# Jaskinia Kopciuszek
Jaskinia im. Emila Racovițy (lub Zołuszka – po rosyjsku Kopciuszek) – największa jaskinia w Mołdawii i 26. pod względem długości jaskinia na świecie. Jest również uznawana za trzecią pod względem długości jaskinię gipsową na świecie. Zajmuje powierzchnię 51 ha.
Jaskinia znajduje się na terenie Europy Wschodniej, w pobliżu miejsca styku granic trzech państw: Ukrainy, Mołdawii i Rumunii. Bezpośrednio nad jaskinią przebiega jedna z granic: mołdawsko-ukraińska. Jedyne wejście do jaskini znajduje się na terytorium północnej Mołdawii, w pobliżu wsi Criva, w rejonie Bryczany.

## Historia odkrycia
W publikacjach pojawiają się 3 wersje daty odkrycia jaskini: 1959, 1969 i 1977 rok. Wynika to z następujących powodów:
- Obecność złóż gipsu i zjawisk krasowych w północno-zachodniej części wsi Criva była znana miejscowym od dawna. Pierwsze badania geologiczne podjęto w 1946 r. W tym samym czasie rozpoczęto wydobywanie gipsu metodą wybuchową. W 1959 roku po takiej eksplozji ściana jamy została przebita. Ale wtedy nie odsłonięto samego systemu, a jedynie jedną z górnych galerii. Ponieważ przewidziano występowanie wód podziemnych, w projekcie organizacji pracy przewidziano organizację przepompowni. Średnia objętość pompowanej wody wynosiła – 8000 m³/dobę. Na tej podstawie literatura czasami wskazuje rok 1959 jako rok odkrycia jaskini.
- Druga data odkrycia to sierpień 1969 oku., kiedy kilku naukowców z wydziału geografii Akademii Nauk ZSRR (Bieszlage, Werina, Ignatiew, Krawczuk, Suchow) podjęło pierwszą próbę wejścia do jaskini. Niestety, naukowcy nie byli w stanie przejść dalej niż 60 metrów ze względu na bardzo mokrą i lepką glinę wielu zalanych obszarów.
- W 1977 roku, po wybuchu w północnej części kamieniołomu, otwarto obecne wejście do jaskini. Natychmiast rozpoczęto prace nad pomiarami chodników, które trwały do 1993 roku. Całą działalność badawczą organizował i koordynował klub speleologiczny „Troglodyta” z Czerniowców.

Badania w jaskini prowadzili również naukowcy z wydziału geografii Ministerstwa Nauki ZSRR. Dziewięciu studentów Instytutu Pedagogicznego w Tyraspolu zdołało przejść pierwsze 10 km labiryntu przez miesiąc, odkrywając podziemne jeziora z czystą wodą.
Począwszy od 1984 roku klub speleologów "Abis" z Kiszyniowa włączył się w badania, a przede wszystkim w topografię jaskini.

## Pochodzenie nazwy
Zgodnie z tradycją przyjętą w praktyce międzynarodowej nazwa „Золушка” (rus. Kopciuszek) stała się oficjalną nazwą jaskini, nadaną przez odkrywców. W publikacjach Akademii Nauk ZSRR, w wykazach jaskiń na świecie, pracach naukowych w różnych językach, jaskinia nosi nazwę „Золушка” lub „Zołuszka” w transkrypcji łacińskiej. Na Ukrainie czasami używana jest ukraińska wersja tego imienia - „Popeliuszka”, a w publikacjach w języku rumuńskim znaleziono również wersję - „Kopciuszek”.
W 1991 r. Decyzją Rządu Republiki Mołdawii nr. 664 z 28 listopada 1991 r. „W sprawie państwowej ochrony jaskini krasowej w pobliżu wsi Criva, rejon Bryczany”, jaskinia została przemianowana na Jaskinię „Emila Racovițy”, na cześć rumuńskiego biospeleologa Emila Racovițy.

## Opis

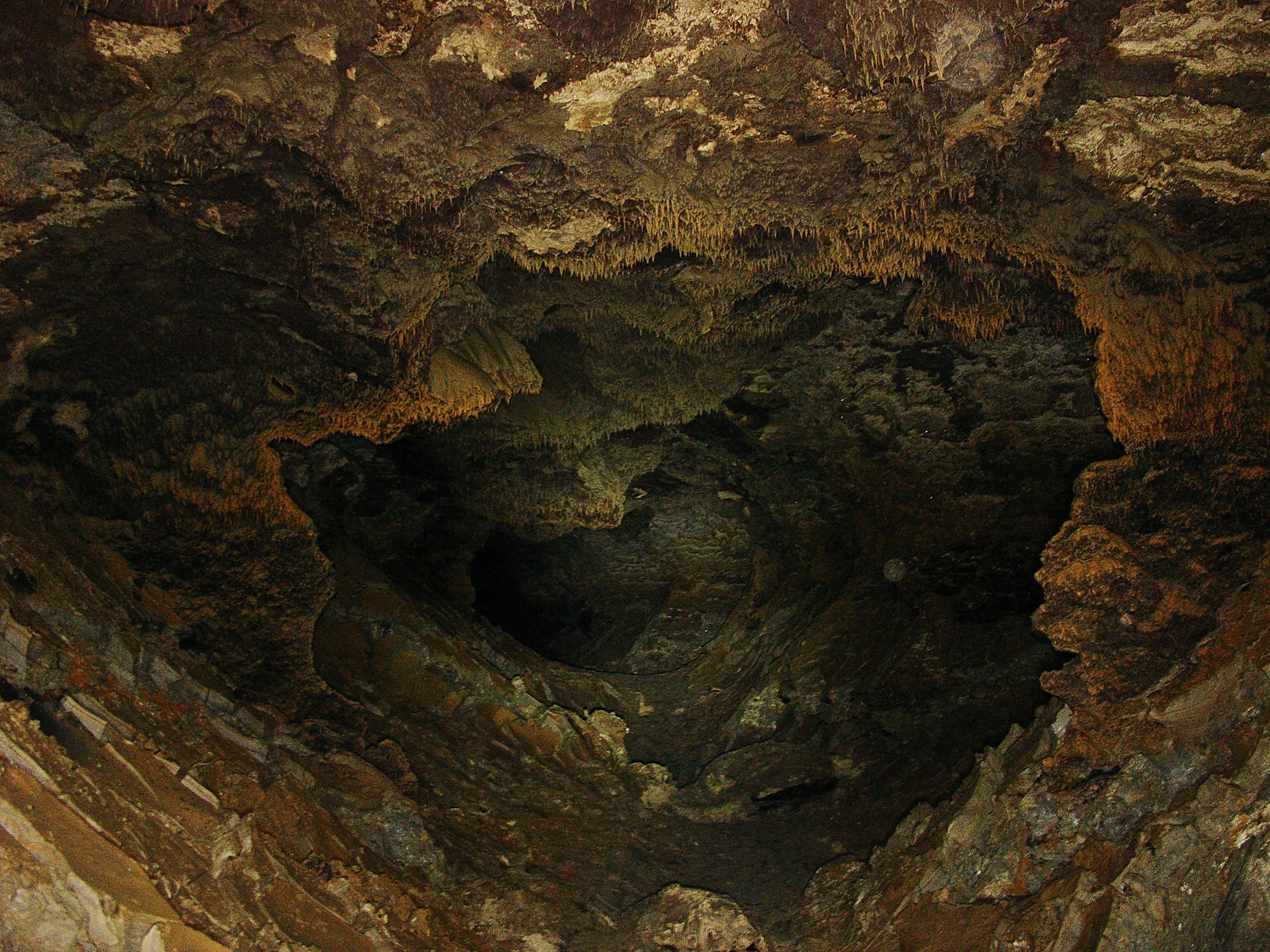
Widok w głąb jaskini

Jaskinia charakteryzuje się obecnością okazałych komnat osiągających długość 60–100 m, szerokość 30–40 m wysokość do 11 m. Sufity spoczywają na dużych kolumnach.
W krasowych zagłębieniach jaskini znajduje się ponad 20 jezior (niektóre źródła podają ich ponad 60), o głębokości nie większej niż 2 m i stałej temperaturze 8-11 °C. Wody jeziora, jak wykazały analizy hydrochemiczne, posiada bogatą zawartość soli mineralnych, które działają leczniczo na organizm ludzki. Występują również naturalne „studnie” o głębokości 16–20 m. Każda podziemna hala i chodnik wyłożone są drobnymi glinkami o różnych odcieniach koloru, w wyniku przypadkowej mineralizacji: zielonej, niebieskiej, czerwonej, czarnej, białej, itp. Grotołazi-amatorzy ulepili niektóre figurki z gliny na niektórych podziemnych trasach, których używają jako wskazówek do różnych pomieszczeń i labiryntów. Uwagę zwracają kalcytowo-gliniane stalaktyty pokrywające stropy i ściany niektórych empor, kurtyny o grubości 2–20 cm. Efektem wieloletniej pracy naukowców było odkrycie i zbadanie unikalnych kolonii mikroorganizmów żelazistych.

## Geneza i właściwości geologiczne

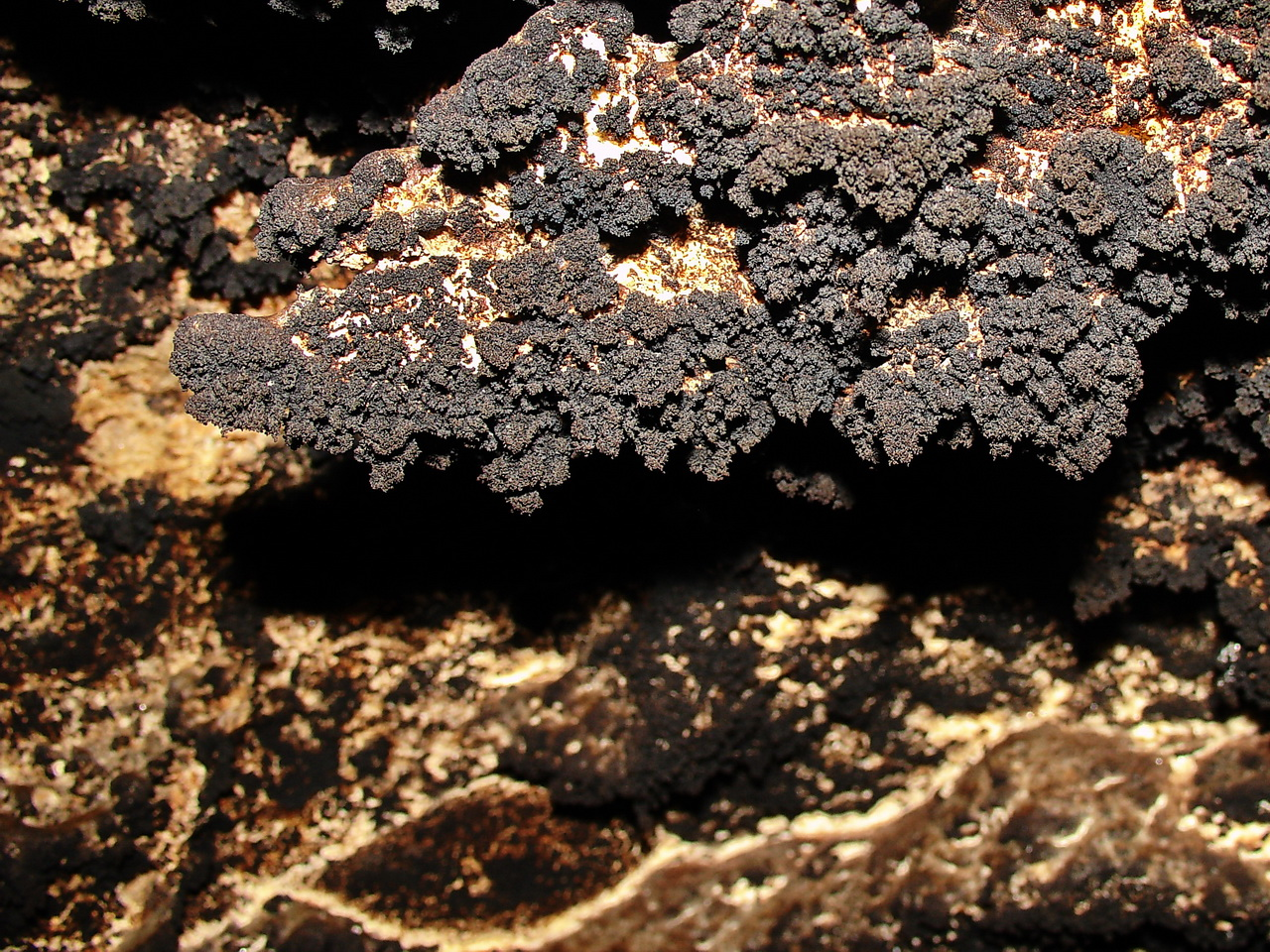
Formacje jaskiniowe

Jaskinia jest stosunkowo młoda, powstała pod koniec okresu plejstocenu. Na podstawie cech morfologicznych i morfometrycznych zidentyfikowano 15 rejonów jaskini.
Zgodnie z genezą, jaskinia powstała wskutek działania wody i rozpuszczania skał w (procesie krasowienia), rodzaj jej sieci jest określony przez kierunek przepływu wód podziemnych, przy czym zapadnięcia się jaskini i sedymentacja odgrywają drugorzędną rolę. Taką budowę mają najważniejsze i najbardziej różnorodne jaskinie świata. Rozmiary (rozwinięcie) sieci speleologicznej przekraczające 50 km sprawiają, że jaskinię, zgodnie z przyjętą klasyfikacją, można uznać za bardzo dużą, a nawet gigantyczną. Jaskinia położona jest na głębokości od 5 do 50 m, odległość między skrajnymi punktami sieci jaskiń przekracza 1250 m. Początkowo otwór jaskini pojawił się w ścianach kamieniołomu w związku z eksploatacją złoża gipsu, później urządzono sztuczne wejście.
Z punktu widzenia ogólnego kierunku rozwoju sieć speleologiczna jest pozioma w płaszczyźnie pionowej i ma dwa preferencyjne kierunki w płaszczyźnie poziomej (20-50° NE i 290-310° NW) określone przez czynnik tektoniczny – położenie trójwymiarowej sieci litoklazów, odpowiednio szczelin i diaklaz oddziałujących na warstwę krasową.
W jaskiniach stwierdzono obecność osadów neogenu i czwartorzędu, ale także górnego badenu, na które składa się warstwa wysokiej jakości gipsu o miąższości 20–25 m. Powyżej gipsu znajduje się 12 poziomów gliny o różnej barwie i składzie otwornic, mszywiołów, małżoraczków i mięczaków, które stały u podstawy. Przekrój stratygraficzny kończy warstwa aluwium plejstoceńskiego, w której odkryto szczątki szkieletowe mamuta, żubra i konia.

## Ochrona

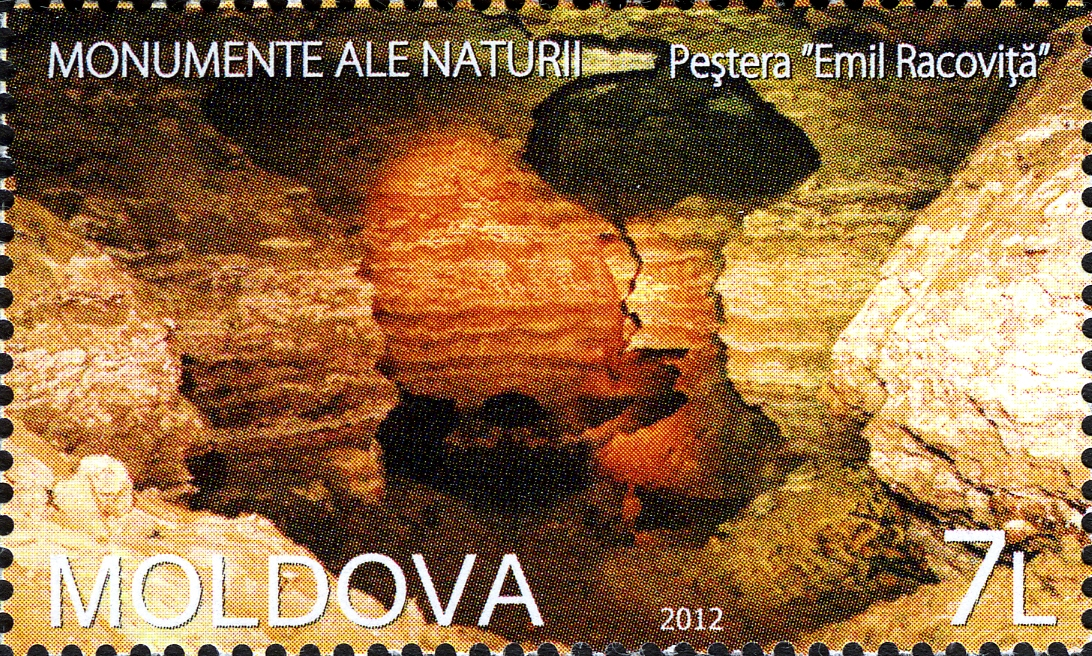
Jaskinia "Emil Racoviță" zilustrowana na Mołdawskim znaczku pocztowym

Jaskinia im. „Emila Racovițy” jest chroniona ustawą nr. 1538-13 z dnia 25 czerwca 1998 r. w sprawie funduszu państwowych obszarów chronionych. Jest sklasyfikowana jako pomnik przyrody typu geologicznego lub paleontologicznego i jest zarządzany przez Kamieniołom Gipsu we wsi Criva. Jest to najbardziej wysunięty na zachód obszar chroniony tego typu w kraju. Od 1991 roku znajduje się pod ochroną państwa, zgodnie z Decyzją nr. 664 Rządu Republiki Mołdawii.
W bezpośrednim sąsiedztwie jaskini swoją działalność wydobywczą prowadzi niemiecka firma „ Knauf ”.
W 2012 roku Poczta Mołdawska wydała znaczek o nominale 7 lei przedstawiający wnętrze jaskini Emila Racoviță.

## Galeria zdjęć

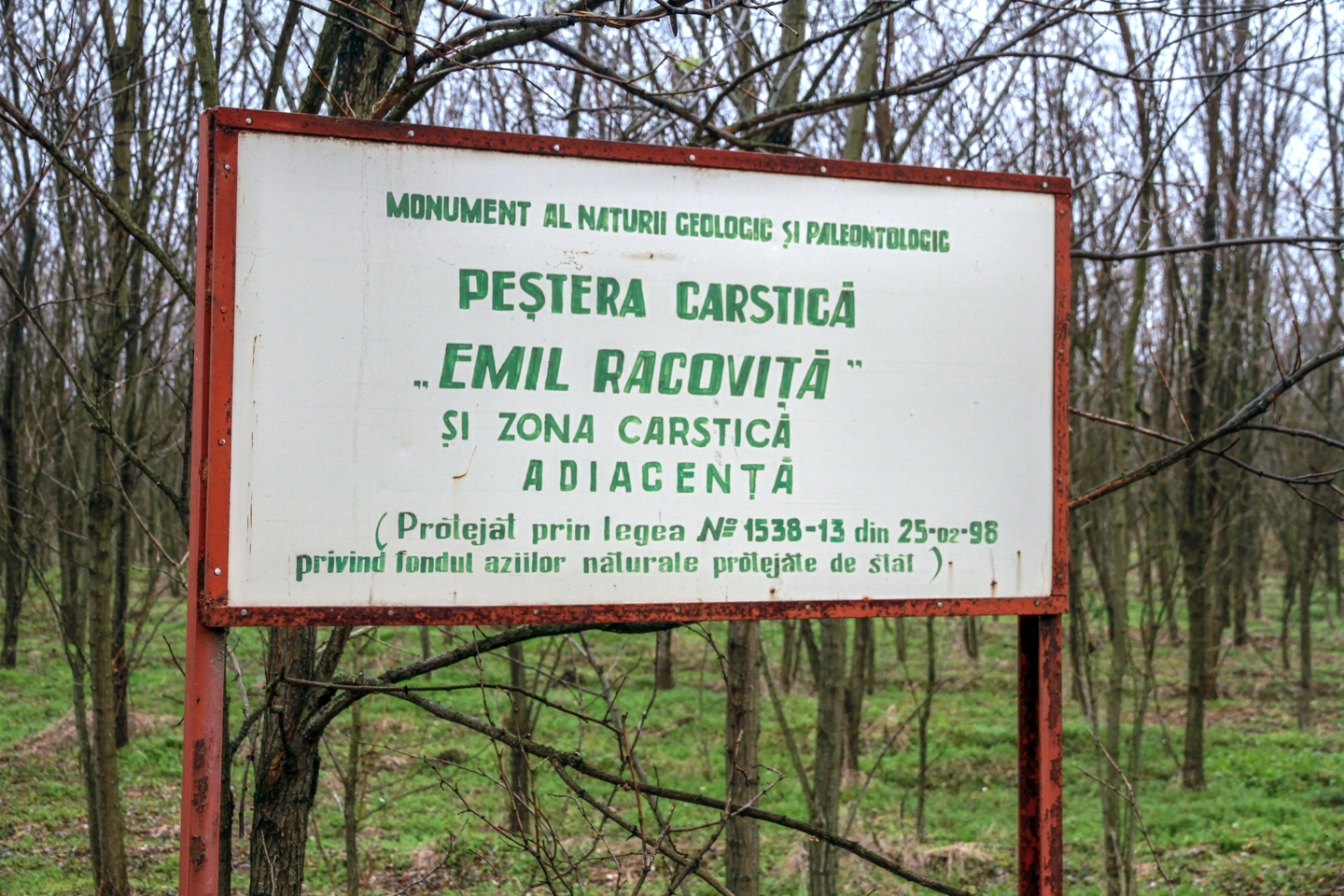
Tablica na wejściu
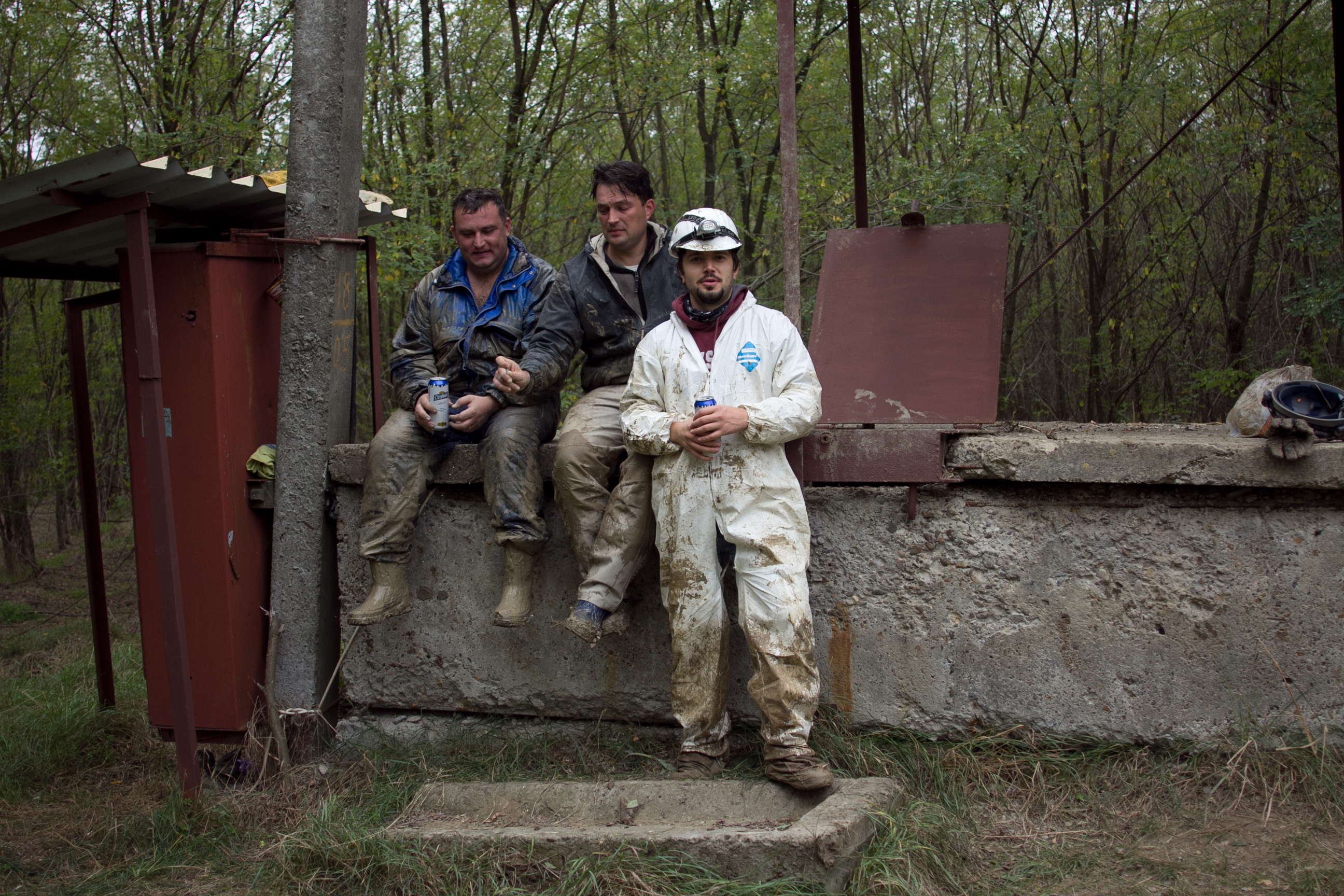
Wejście
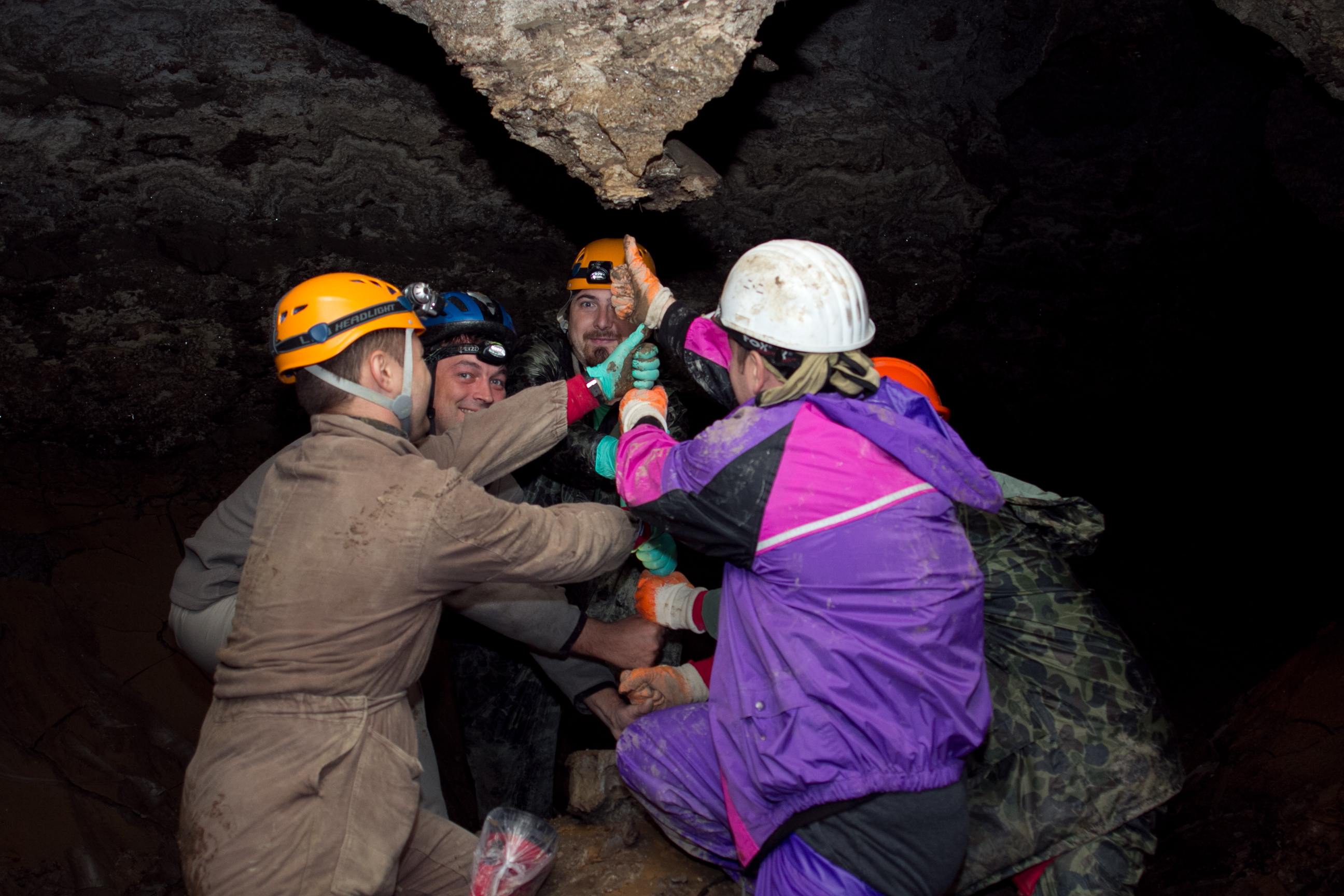
Grupa speologów
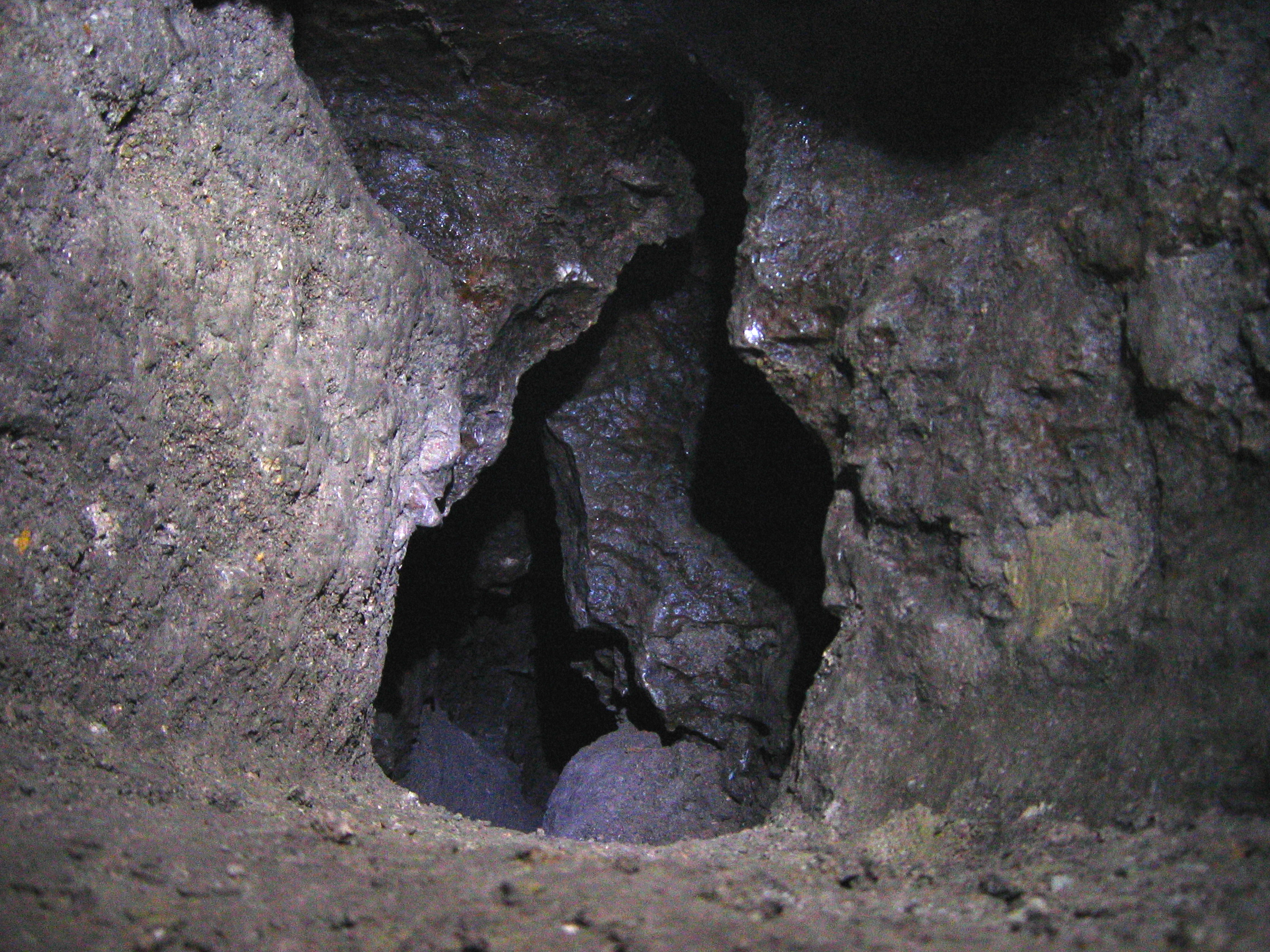
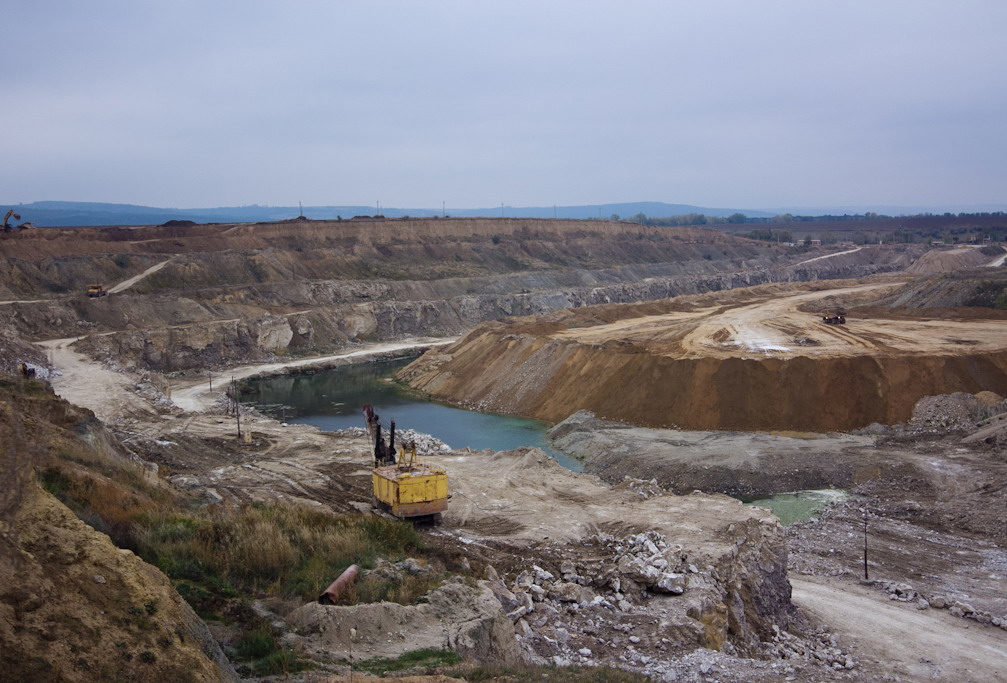
Kamieniołom gipsu w pobliżu jaskini.

### Sale

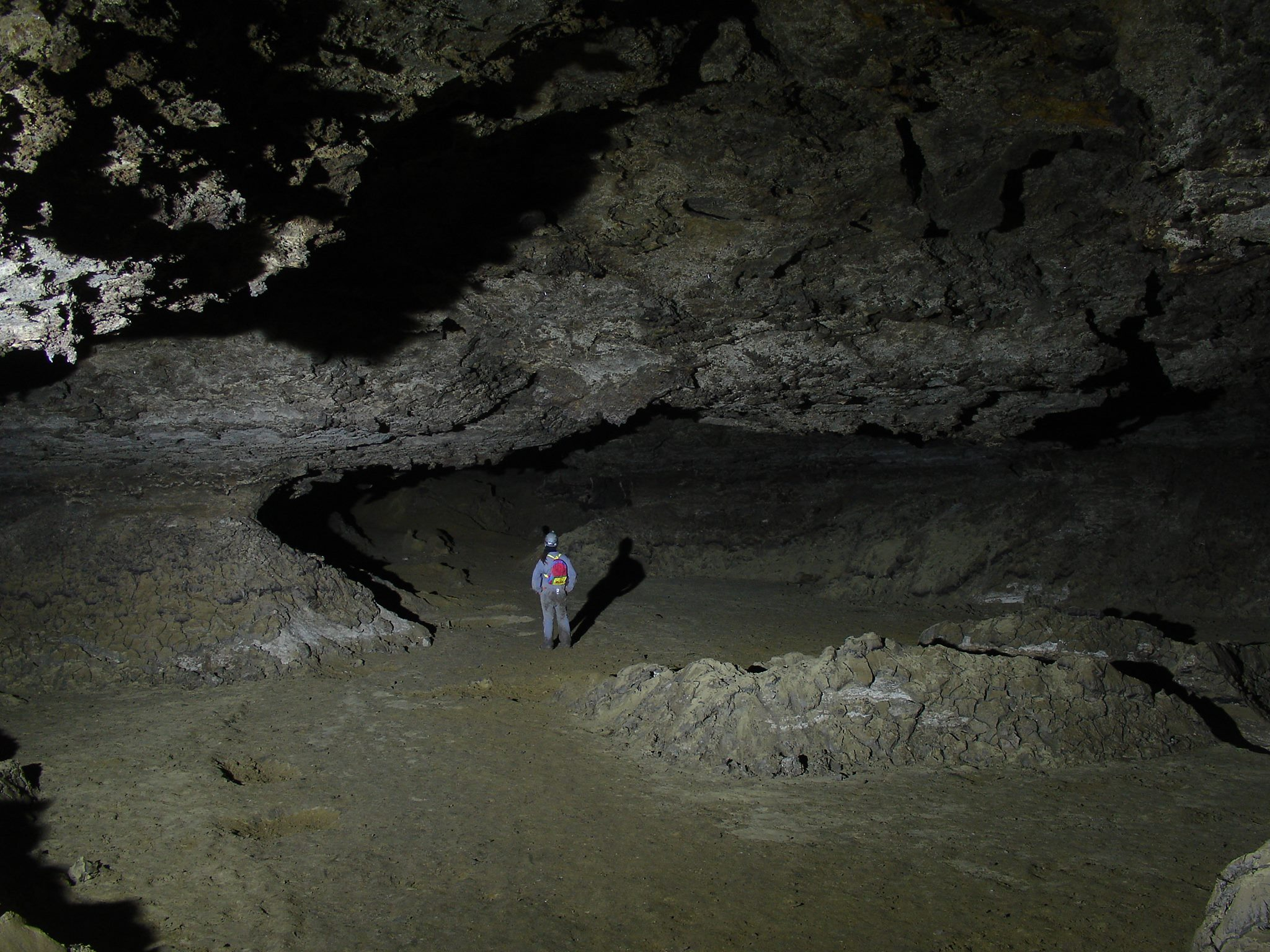
Jedna z głównych sal
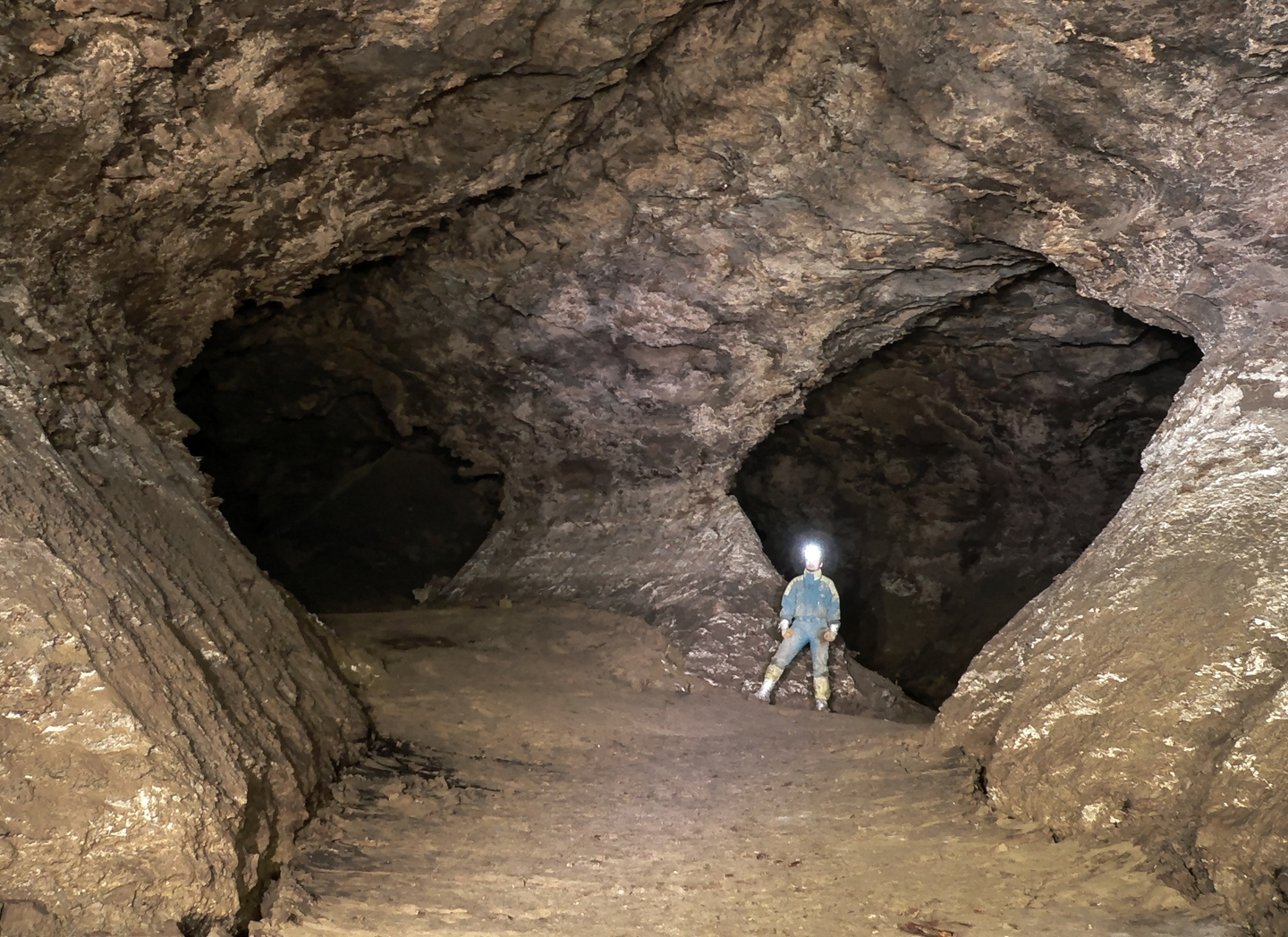
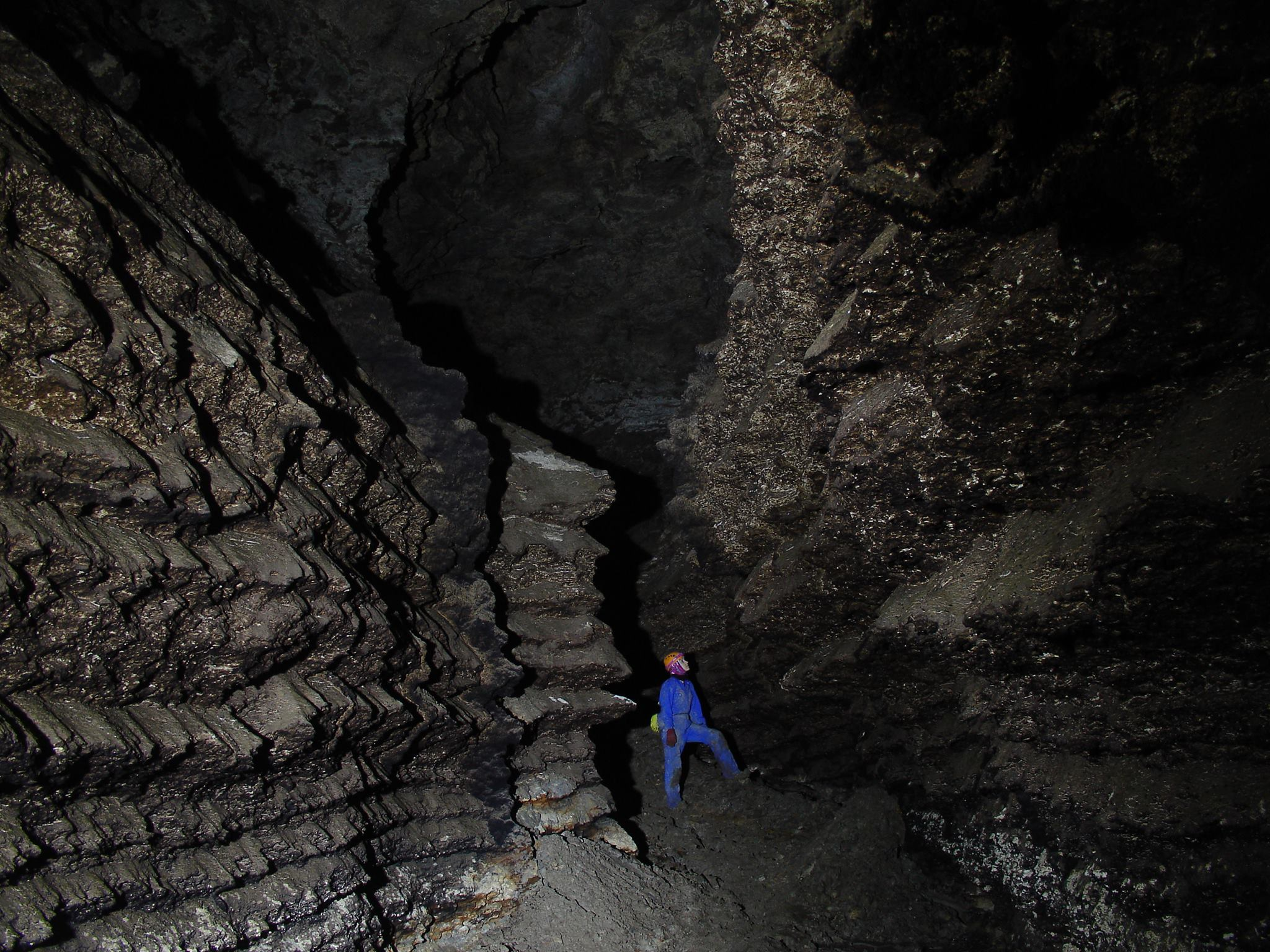
Obszar „Colorado”
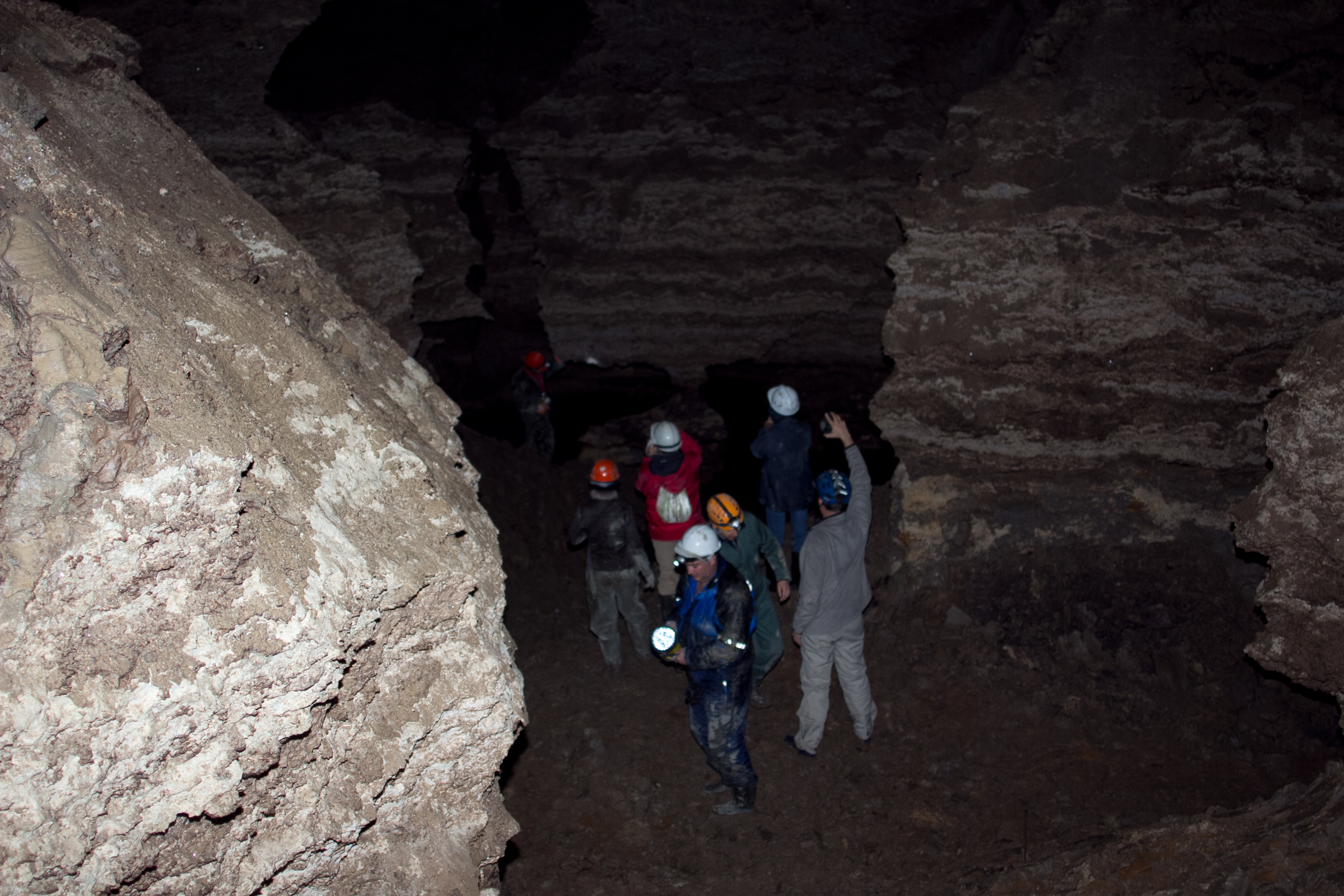
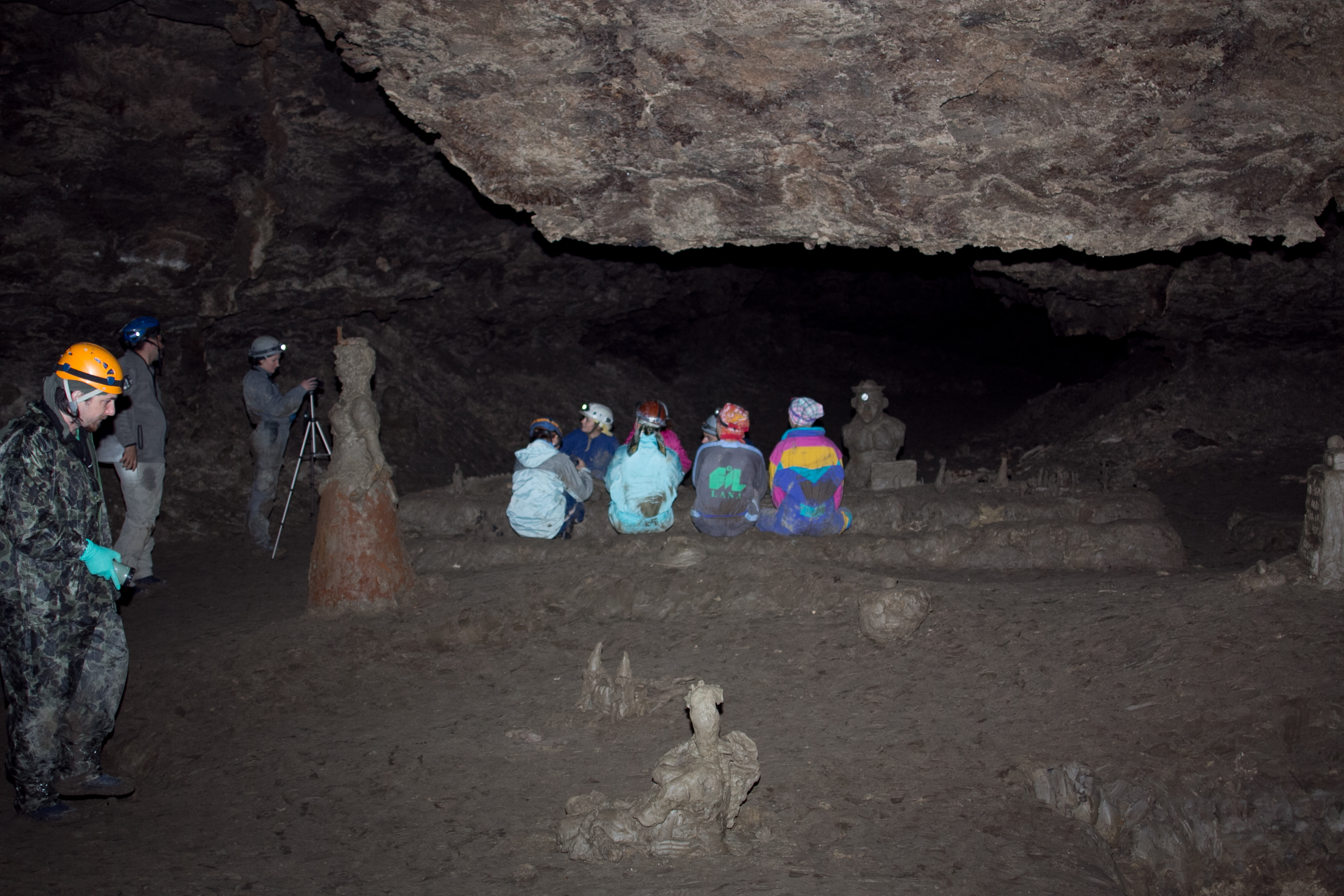
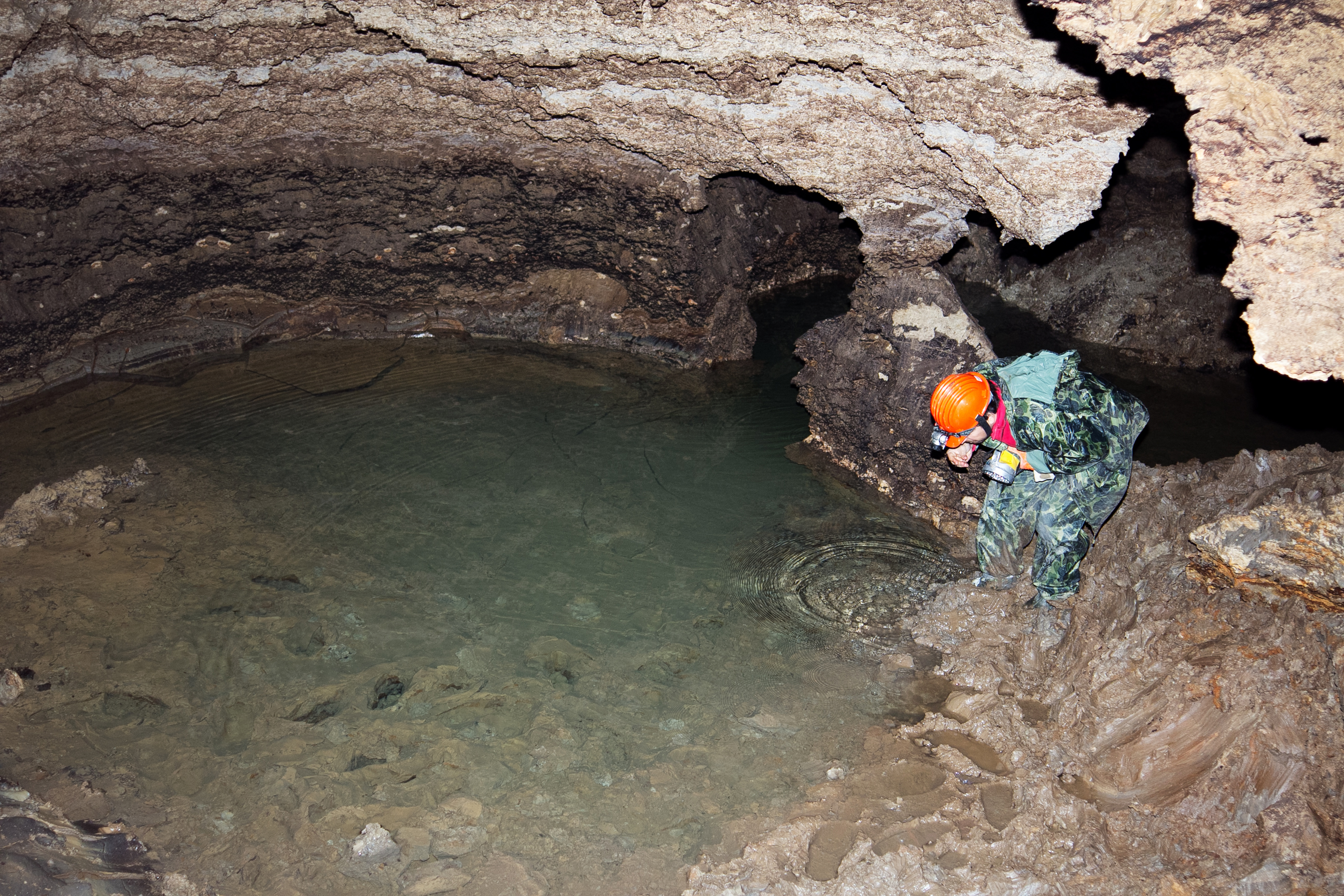
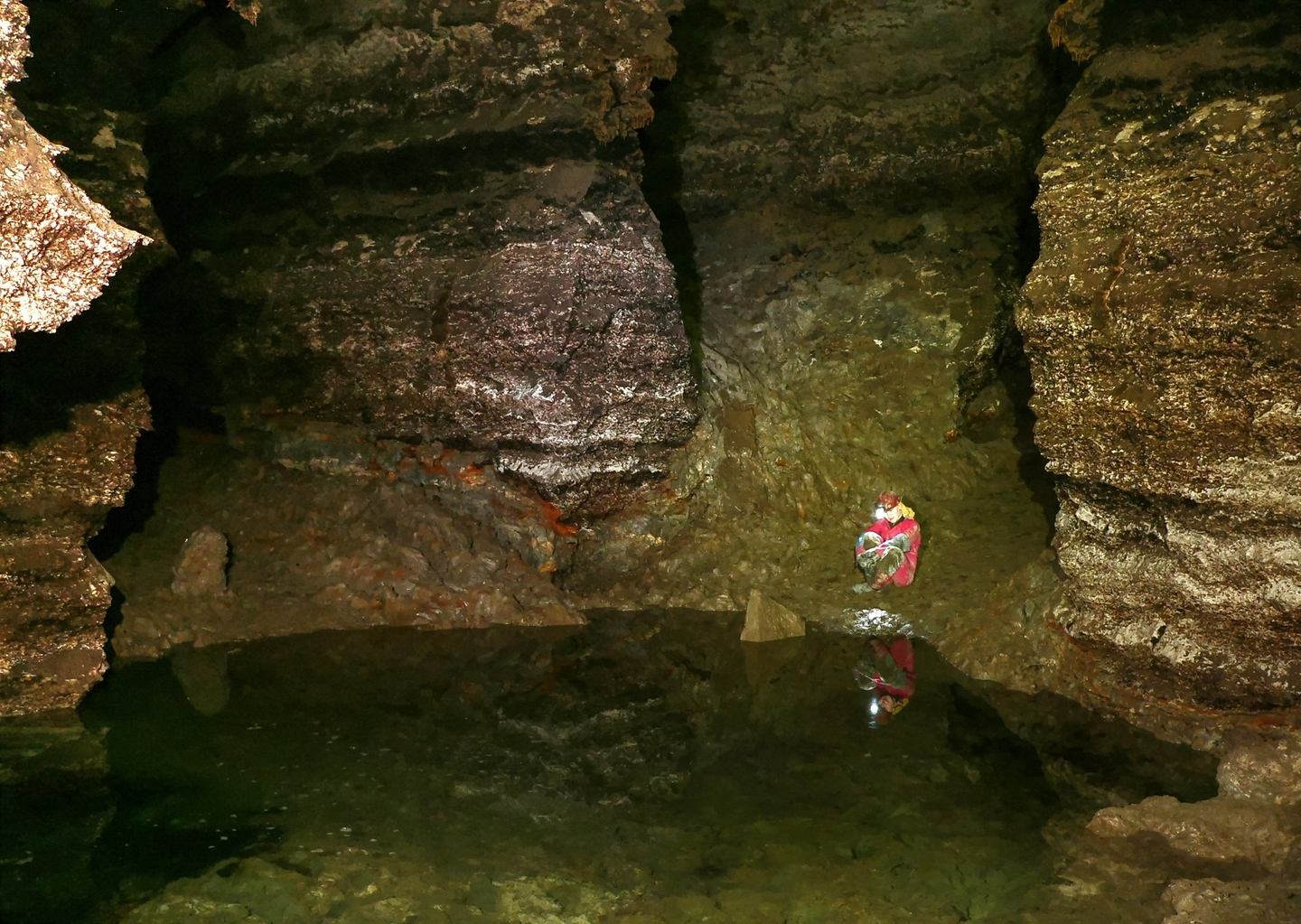

### Formacje jaskiniowe

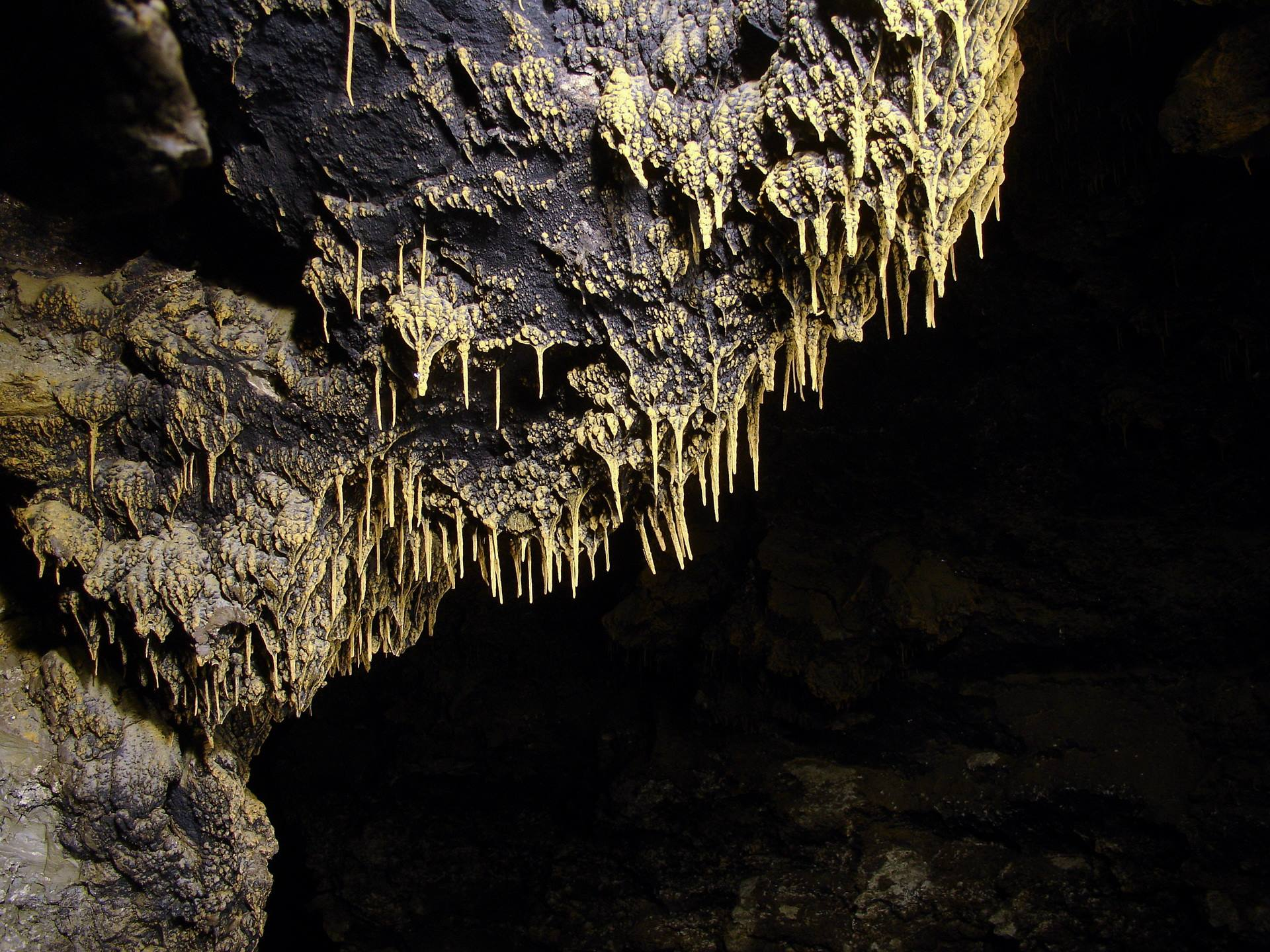
Gliniane stalaktyty
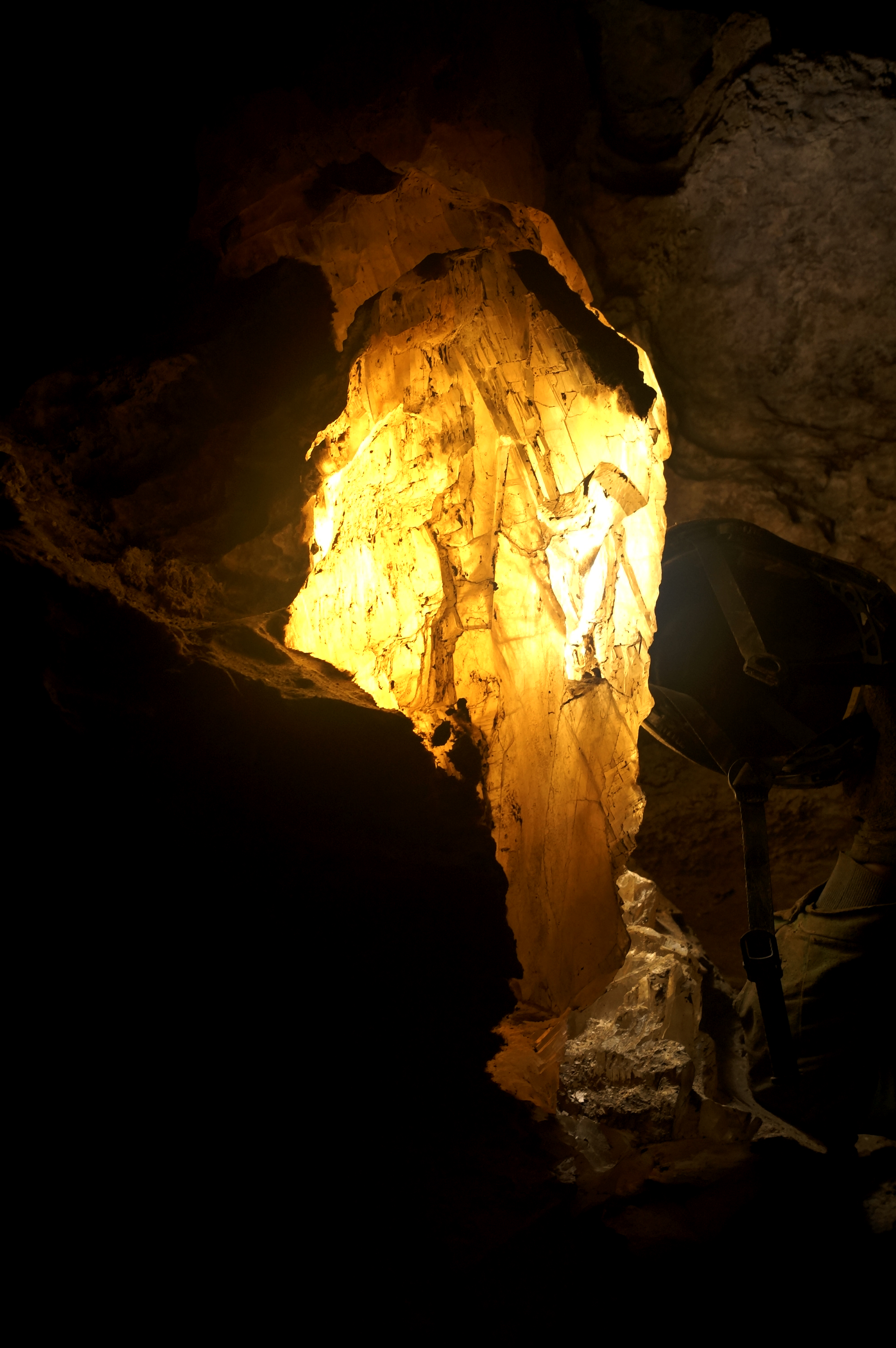
Kryształ gipsowy
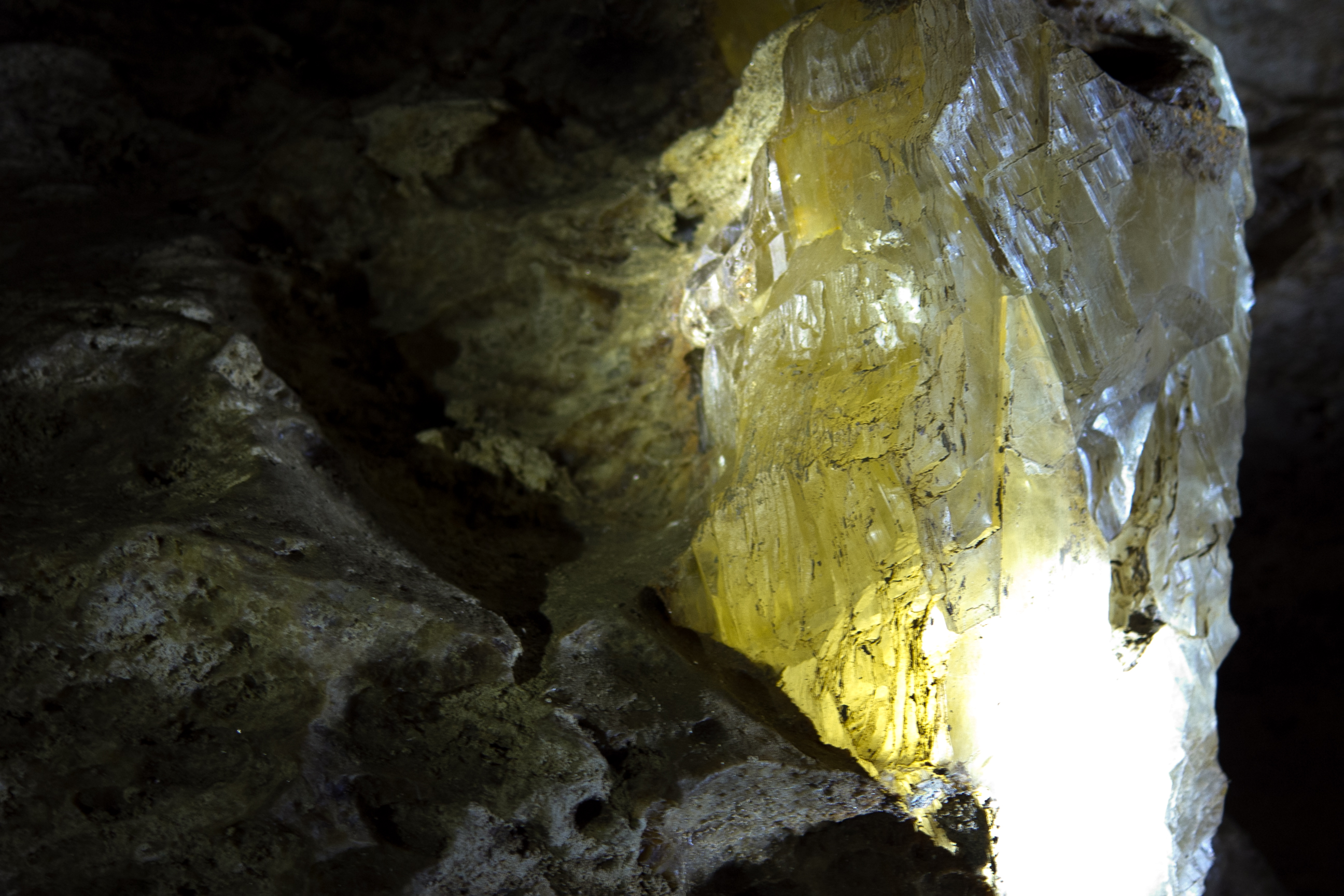
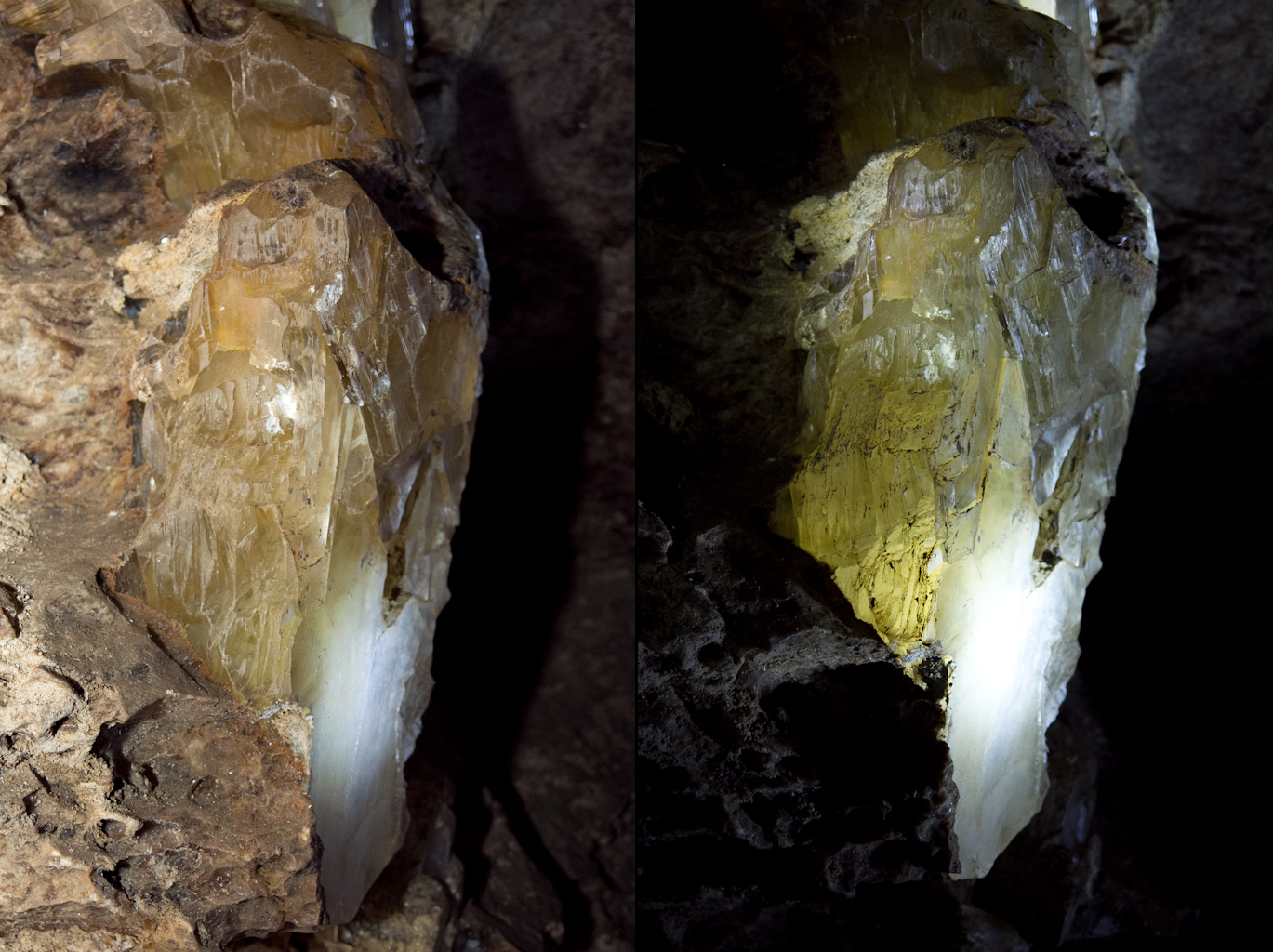
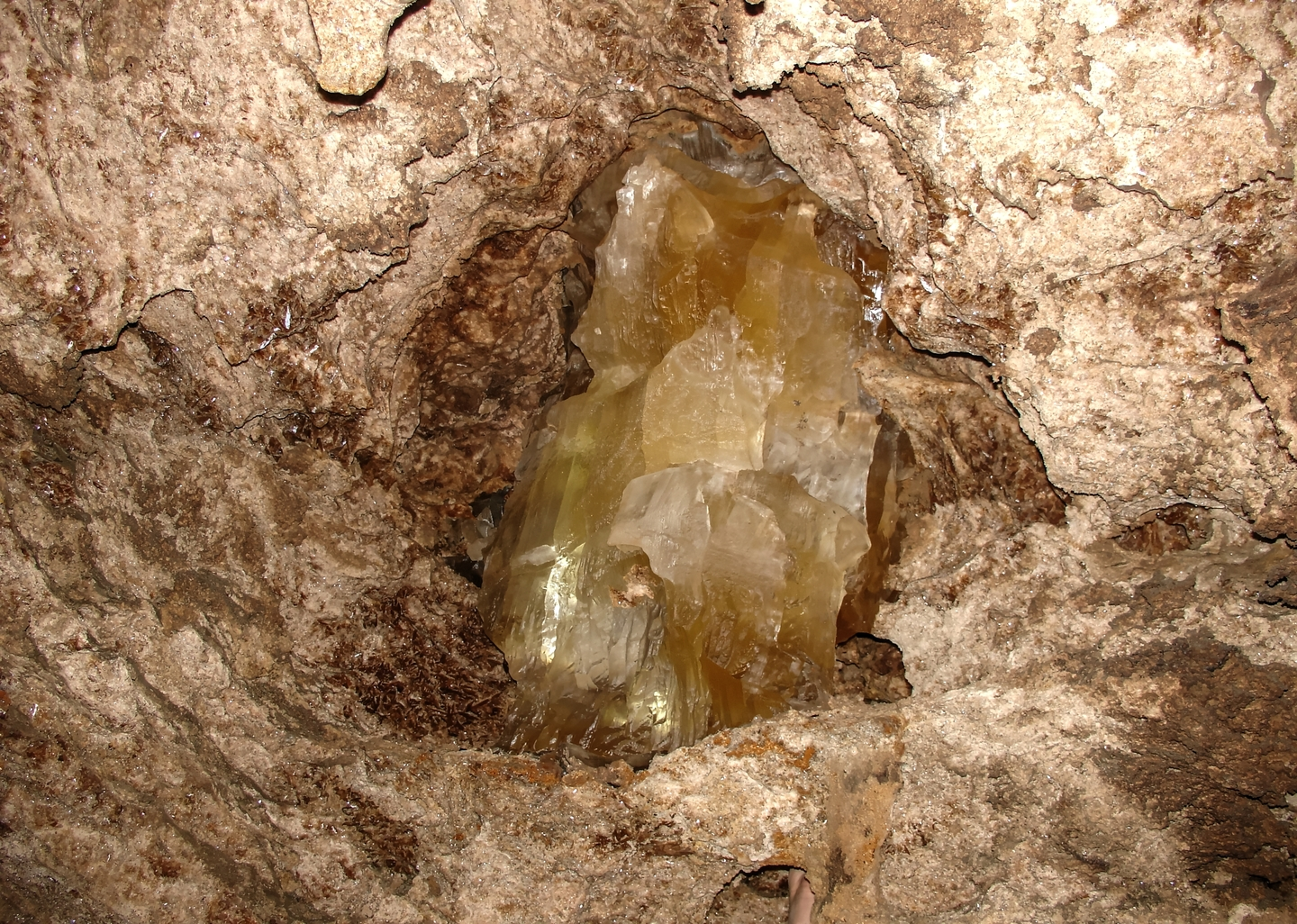
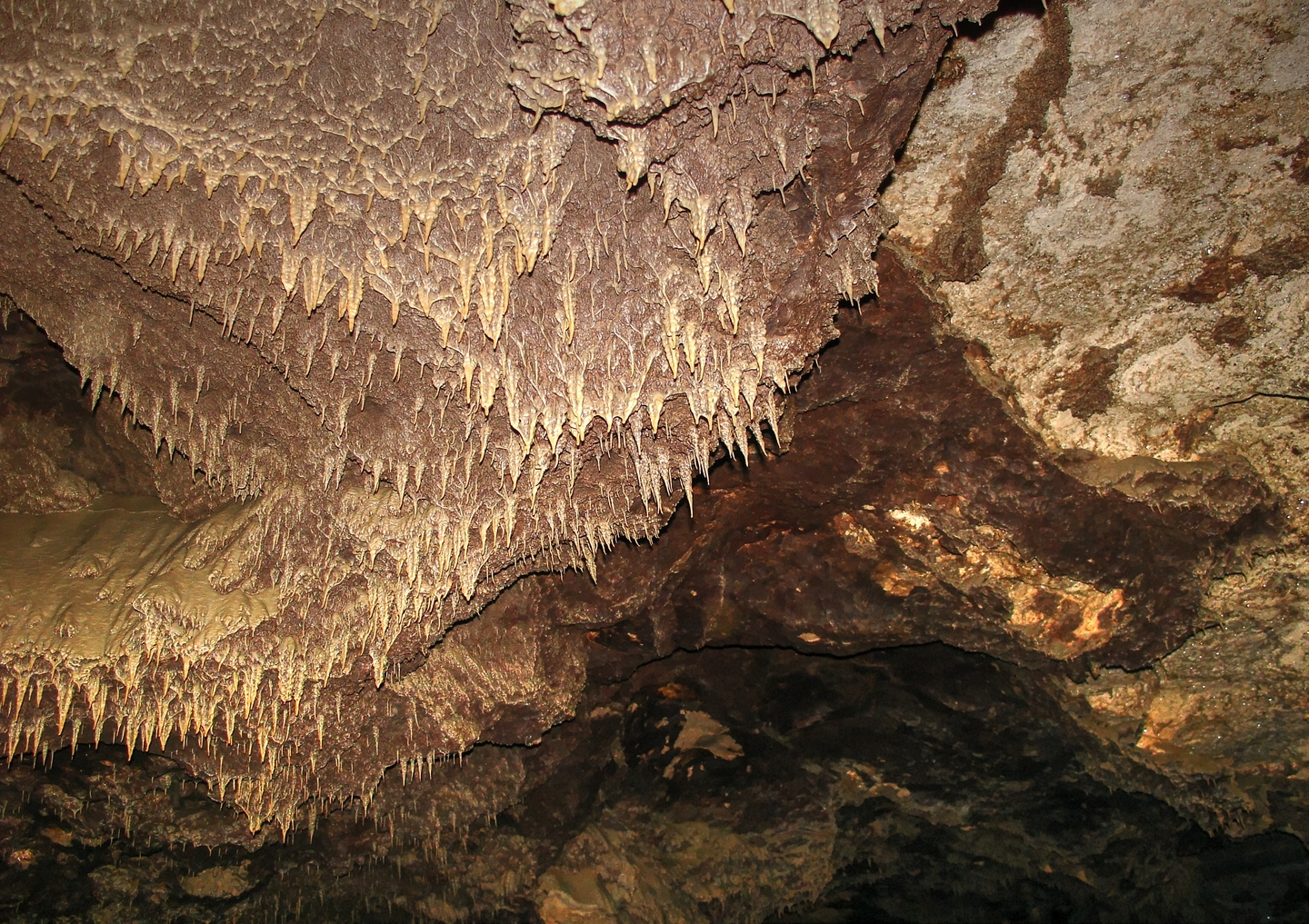

### Posągi

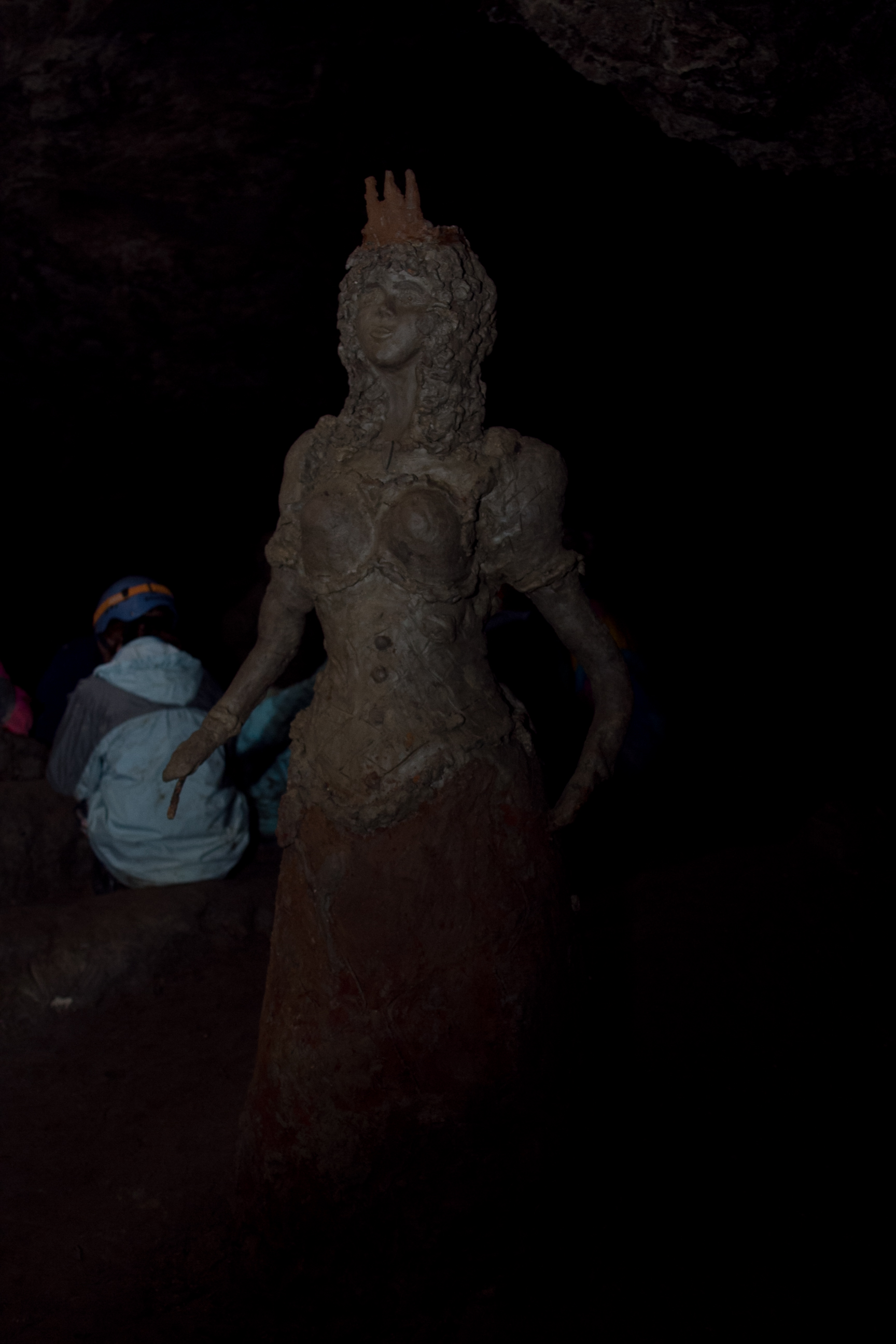
„Kopciuszek”
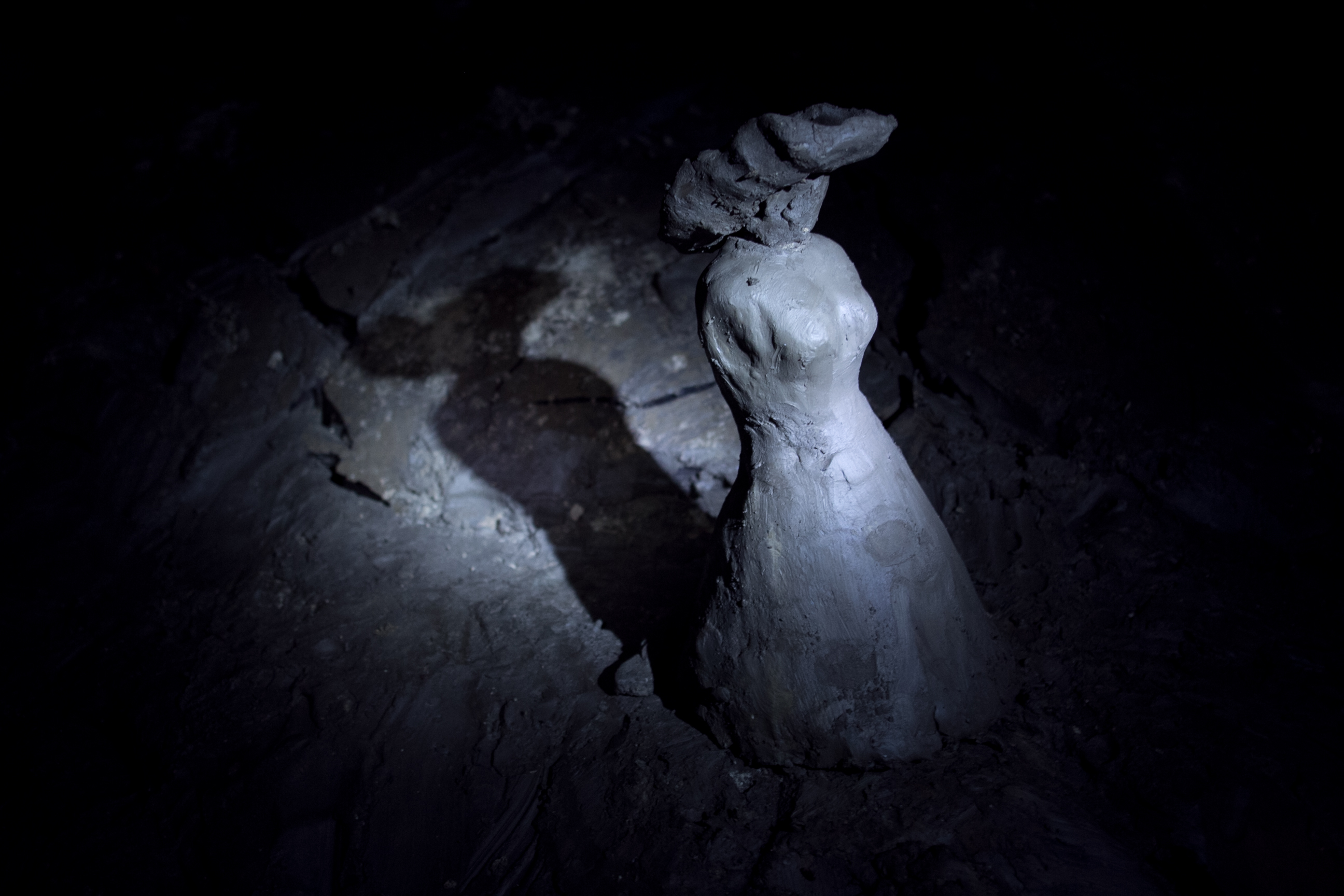
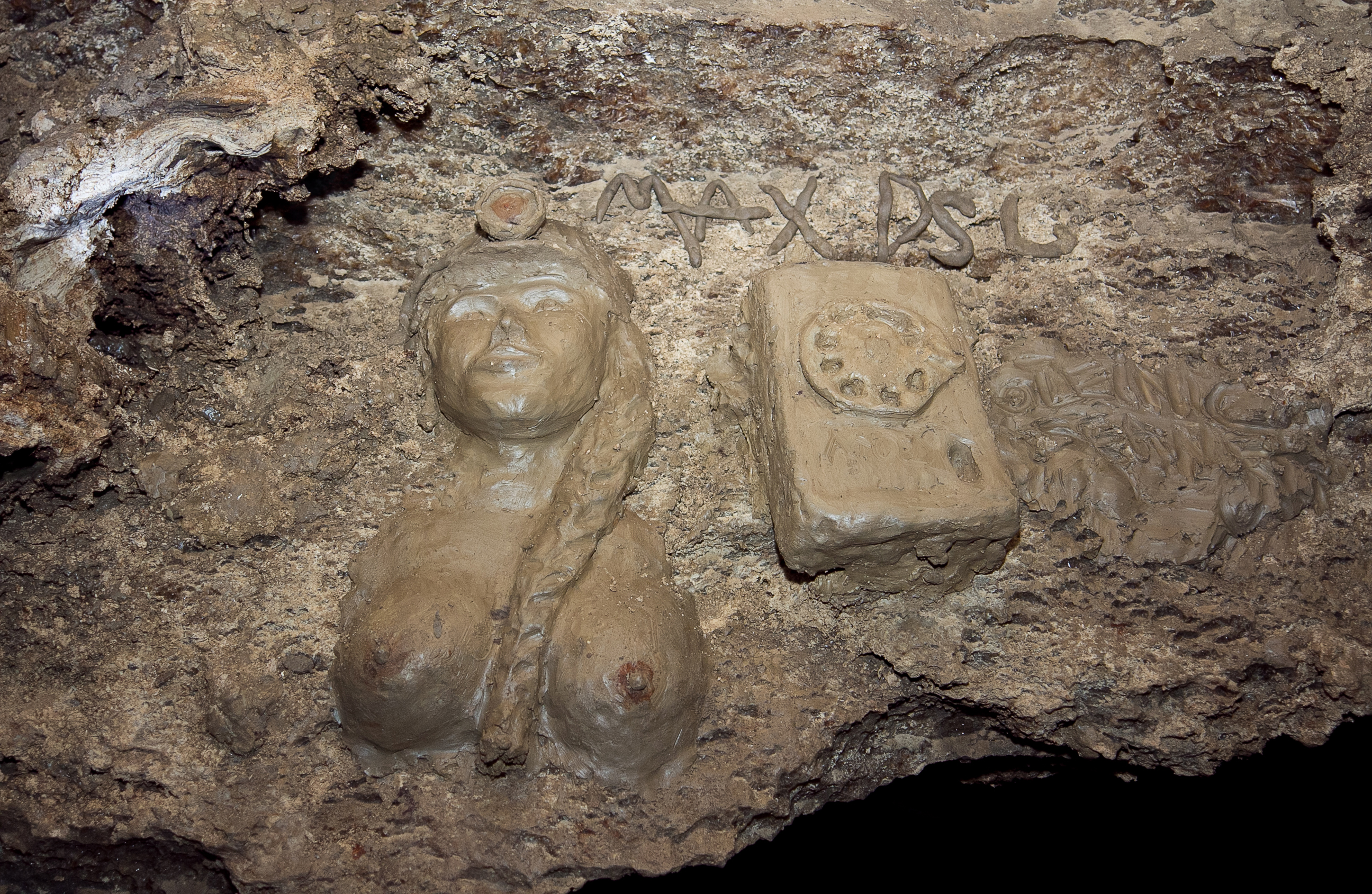
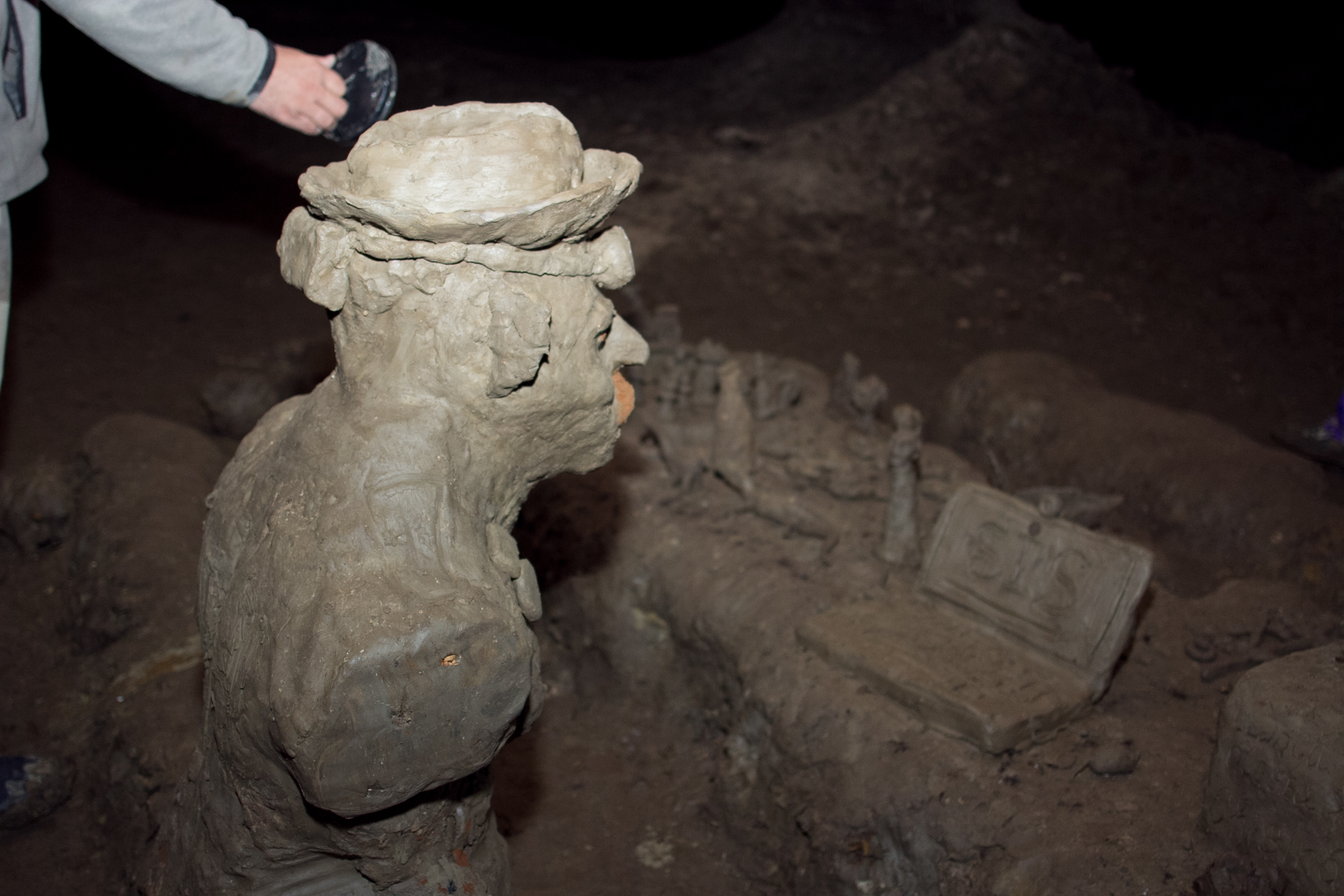
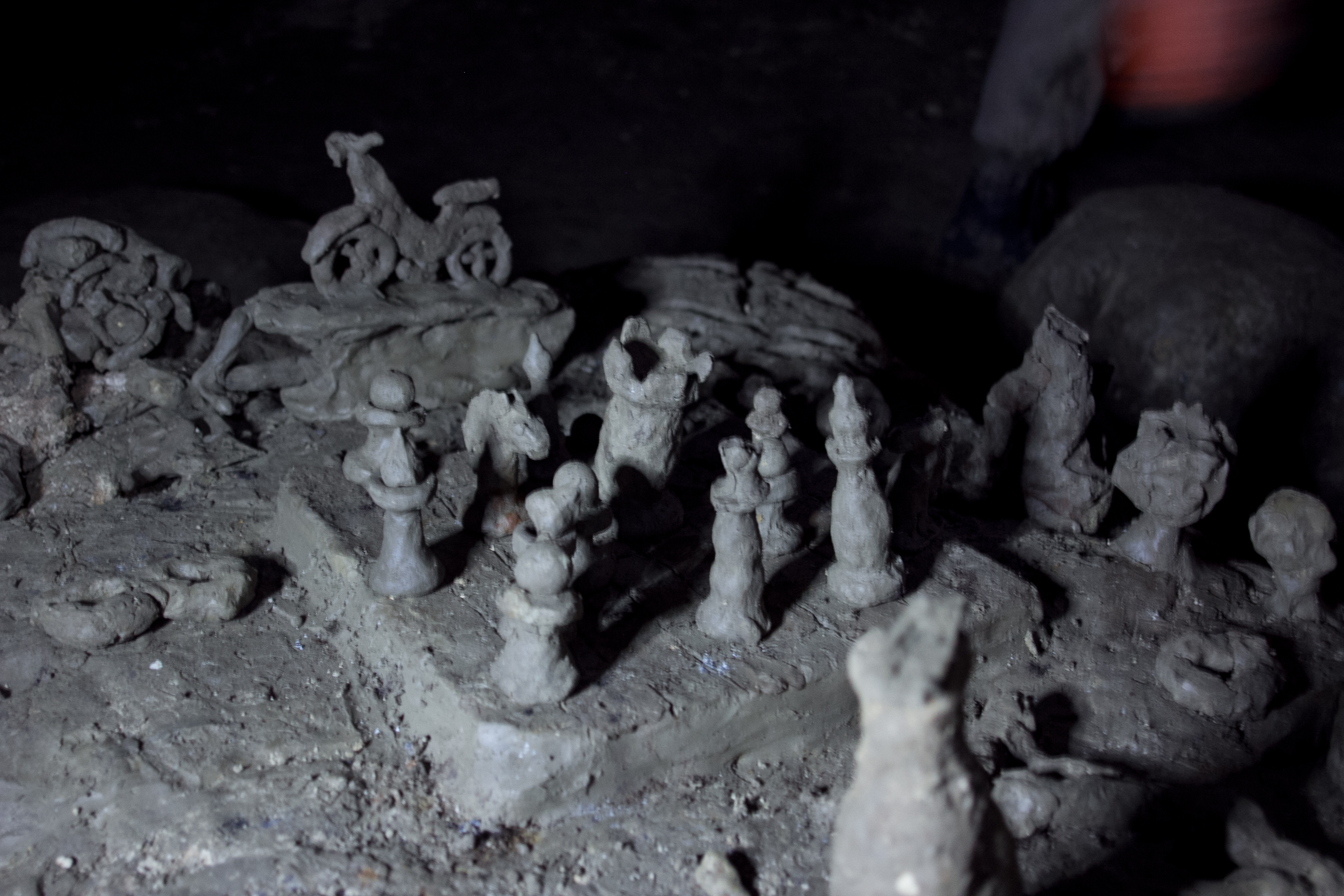
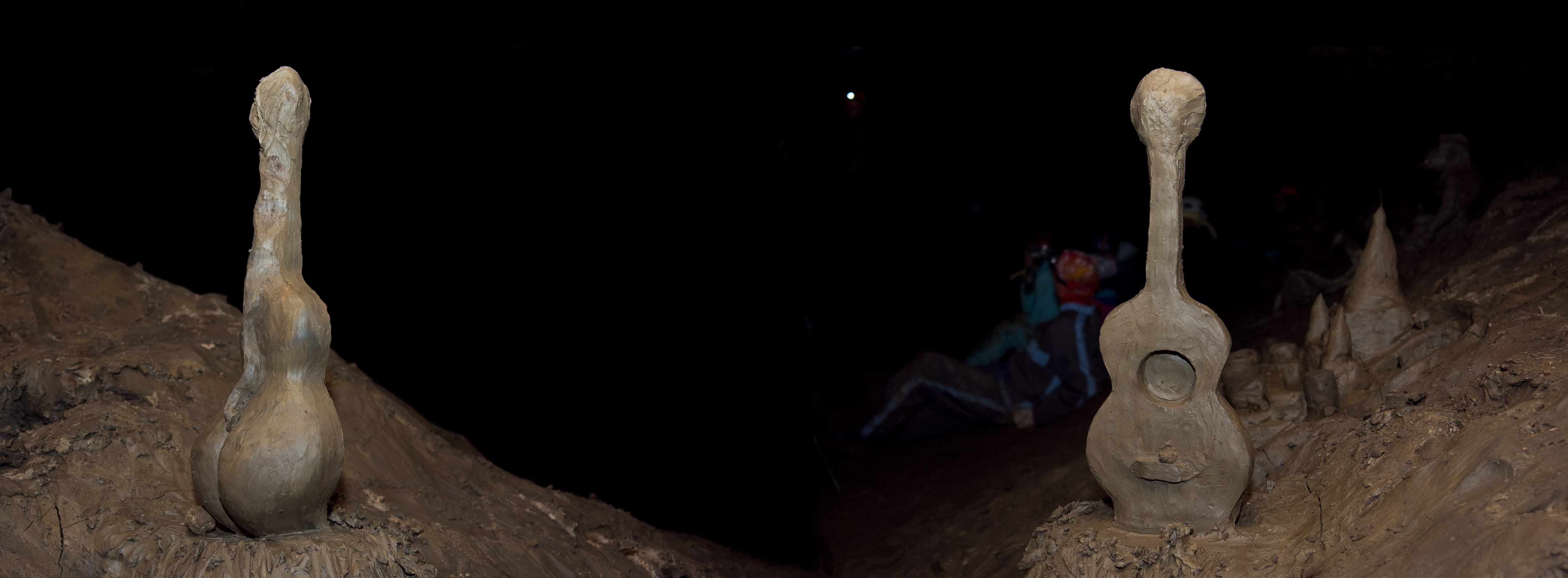